# Maltotrioza
Maltotrioza je trisaharid koji se sastoji od tri molekula glukoze povezana α-1,4 glikozidnim vezama.
Ona se načešće formira posredstvom digestivnog enzima alfa-amilaza, koji je prisutan u ljudskoj pljuvački, na amilozu u skrobu. Maltrotrioza i maltoza se formiraju tokom tog procesa usled randomnog načina na koji alfa amilaza hidrolizuje α-1,4 glikozidne veze.

## Literatura
- Robyt, John F. (1997). Essentials of Carbohydrate Chemistry (1. изд.). Springer.  978-0-387-94951-2.
- Lindhorst, Thisbe K. (2007). Essentials of Carbohydrate Chemistry and Biochemistry (1. изд.). Wiley-VCH.  978-3-527-31528-4.